# Liste des cathédrales de Trinité-et-Tobago
Cet article recense les cathédrales de Trinité-et-Tobago.

## Liste[1]

### Catholicisme
- Basilique-cathédrale de l'Immaculée-Conception à Port-d'Espagne
- Pro-cathédrale Notre-Dame-du-Perpétuel-Secours à San Fernando

### Anglicanisme
- Cathédrale de la Sainte-Trinité à Port-d'Espagne